# Tommy Craig
Thomas Brooks Craig, detto Tommy (Penilee, 21 novembre 1950), è un allenatore di calcio ed ex calciatore scozzese, di ruolo centrocampista.

## Carriera

### Giocatore

#### Club
Ha giocato nella prima divisione scozzese ed in quella inglese.

#### Nazionale
Nel 1976 ha giocato una partita nella nazionale scozzese.

### Allenatore
Dal 1993 al 1998 ha allenato la nazionale scozzese Under-21, con la quale nel 1996 ha anche conquistato la qualificazione agli Europei di categoria.

## Palmarès

### Giocatore

#### Competizioni nazionali
- Texaco Cup: 1

Newcastle: 1974-1975